# Arrondissement de Wesermarsch
L'arrondissement de Wesermarsch est un arrondissement  ("Landkreis" en allemand) de Basse-Saxe  (Allemagne).
Son chef-lieu est Brake (Unterweser).

## Villes, communes et communautés d'administration
(nombre d'habitants en 2006)
communes
1. Berne (Basse-Saxe) (7 059)
2. Brake (Unterweser), ville (16 065)
3. Butjadingen [Siège : Burhave] (6 469)
4. Elsfleth, ville (9 219)
5. Jade (5 904)
6. Lemwerder (7 196)
7. Nordenham, ville, commune autonome (27 298)
8. Ovelgönne [Siège : Oldenbrok-Mittelort] (5 681)
9. Stadland [Siège : Rodenkirchen] (7 731)